# Symfonie nr. 3 (Kaipainen)
Jouni Kaipainen componeerde zijn Symfonie nr. 3 opus 72 over een lange periode (1999-2004). Hij was druk bezig met allerlei concerti; die werkzaamheden hebben hun weerslag gevonden in deze symfonie.

## De compositie
Als logisch vervolg op zijn 1e symfonie (1 deel) en 2e   (2 delen) bevat deze symfonie drie delen:
1. Allegro con brio;
2. Adagio misterioso;
3. Allegro.

Deze symfonie is een samensmelting van zowel de invloeden van Paavo Heininen en Aulis Sallinen, zijn twee leermeesters. De muziek laat steeds een overgang horen van lichtklinkende muziek naar wat zwaardere muziek, zonder in pathos te vervallen. Het algemene klankbeeld blijft speels; ook in het Adagio. 
De componist reageerde desgevraagd over het ontbreken van een scherzoachtig deel (zoals gebruikelijk in symfonieën), dat het scherzo in alle delen van de compositie verstopt zit. De ritmiek, een essentieel onderdeel van zijn composities, is weer alom aanwezig.

## Trivia
De componist beloofde niets qua aantal delen voor zijn 4e symfonie, als die ooit volgt.  

## Bron en discografie
Uitgave Ondine 1089; het Filharmonisch Orkest van Tampere o.l.v. Hannu Lintu, die ook de première verzorgden op 14 oktober 2004.